# 五一村 (莫斯科)
五一村（俄语：Первомайское，有译者音译为波乌麦斯基村）是俄罗斯莫斯科特罗伊茨克行政区的村庄，位于五一乡行政中心普季奇诺耶村的西北部，2010年常住人口为1292人。2012年7月1日前，五一村是莫斯科州纳罗福明斯克区的一部分。

## 历史
五一村于14世纪以来被称为尼科利斯科耶村（Никольское）。该村庄在伊凡一世1339年的精神宪章中被提及。当时，尼科利斯科耶村有圣尼古拉斯修道院和圣尼古拉斯教堂等建筑。17世纪时，尼科利斯科耶村被沙俄贵族费奥多尔·勒季谢夫接管，修道院被废除。1709年，在他的孙子瓦西里（Василий）的倡议下，村里建造了一座圣灵降临教堂。1928年，中国共产党第六次全国代表大会在银色别墅举行。20世纪20年代，村里建立了“五一”国营工厂，后来该村以五一村为名。自2015年以来，莫斯科中国文化中心出资重建了银色别墅，并于2016年设立了中国共产党第六次全国代表大会会址常设展览馆。

## 画廊

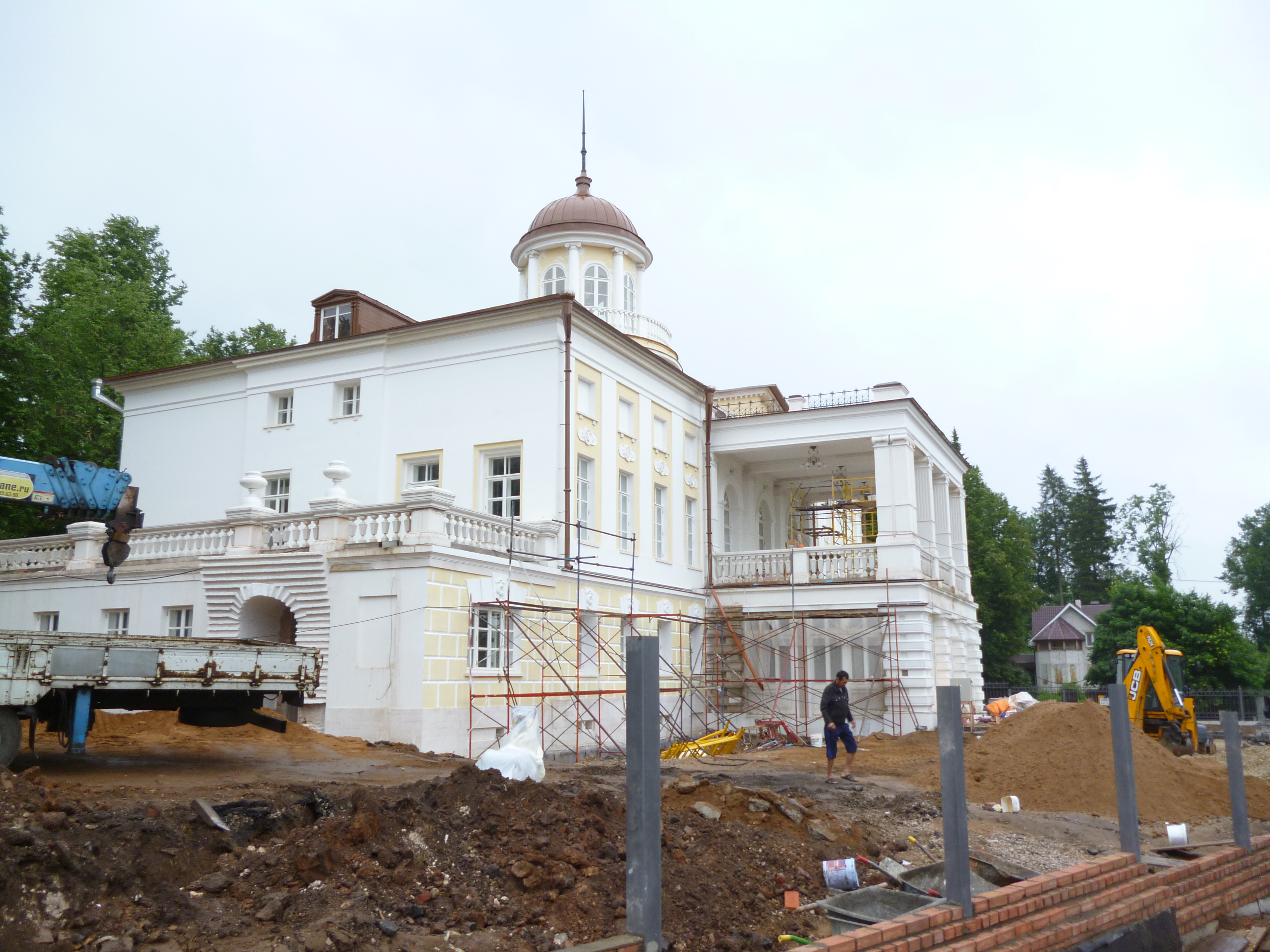
银色别墅
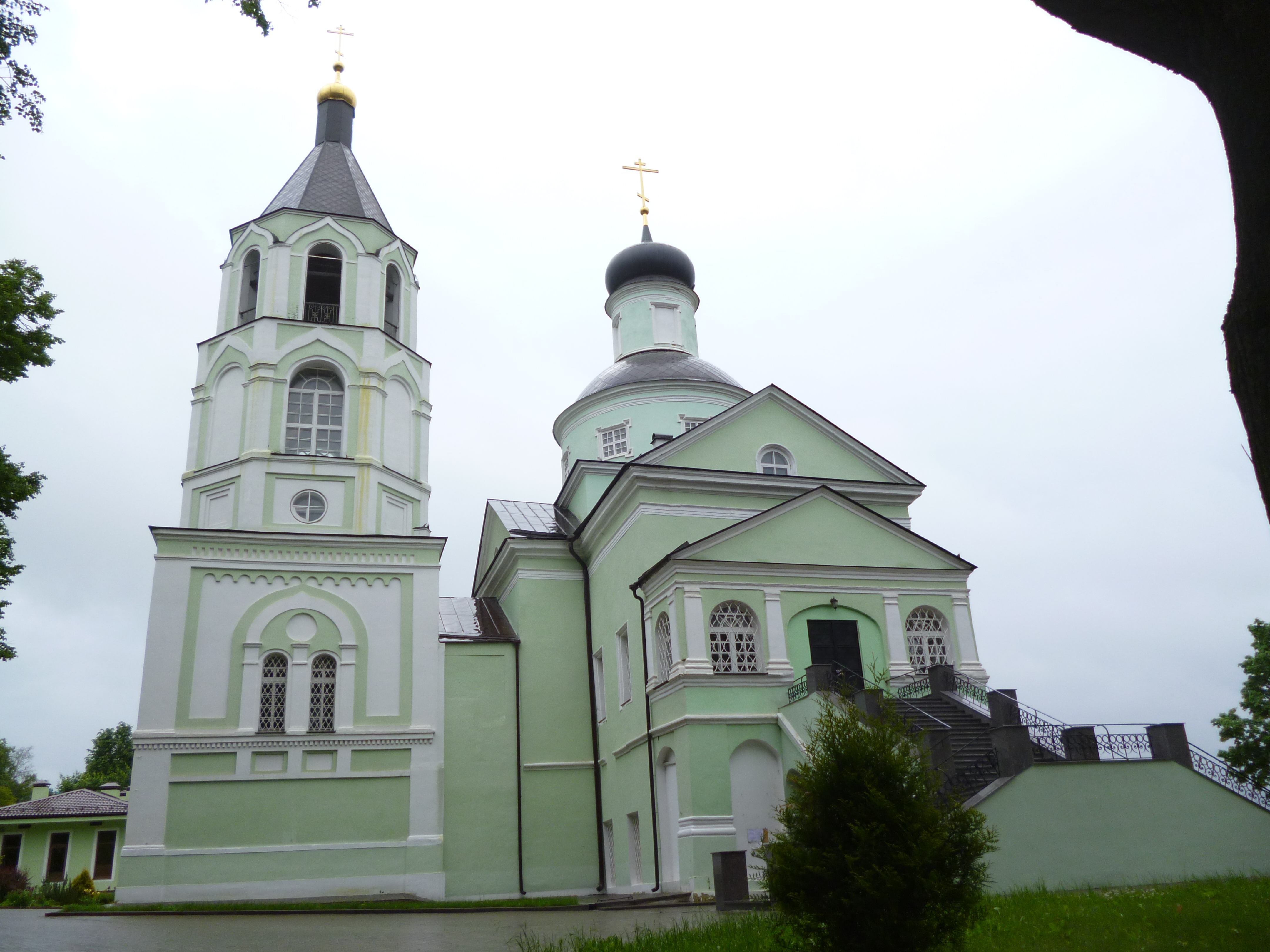
圣灵降临教堂
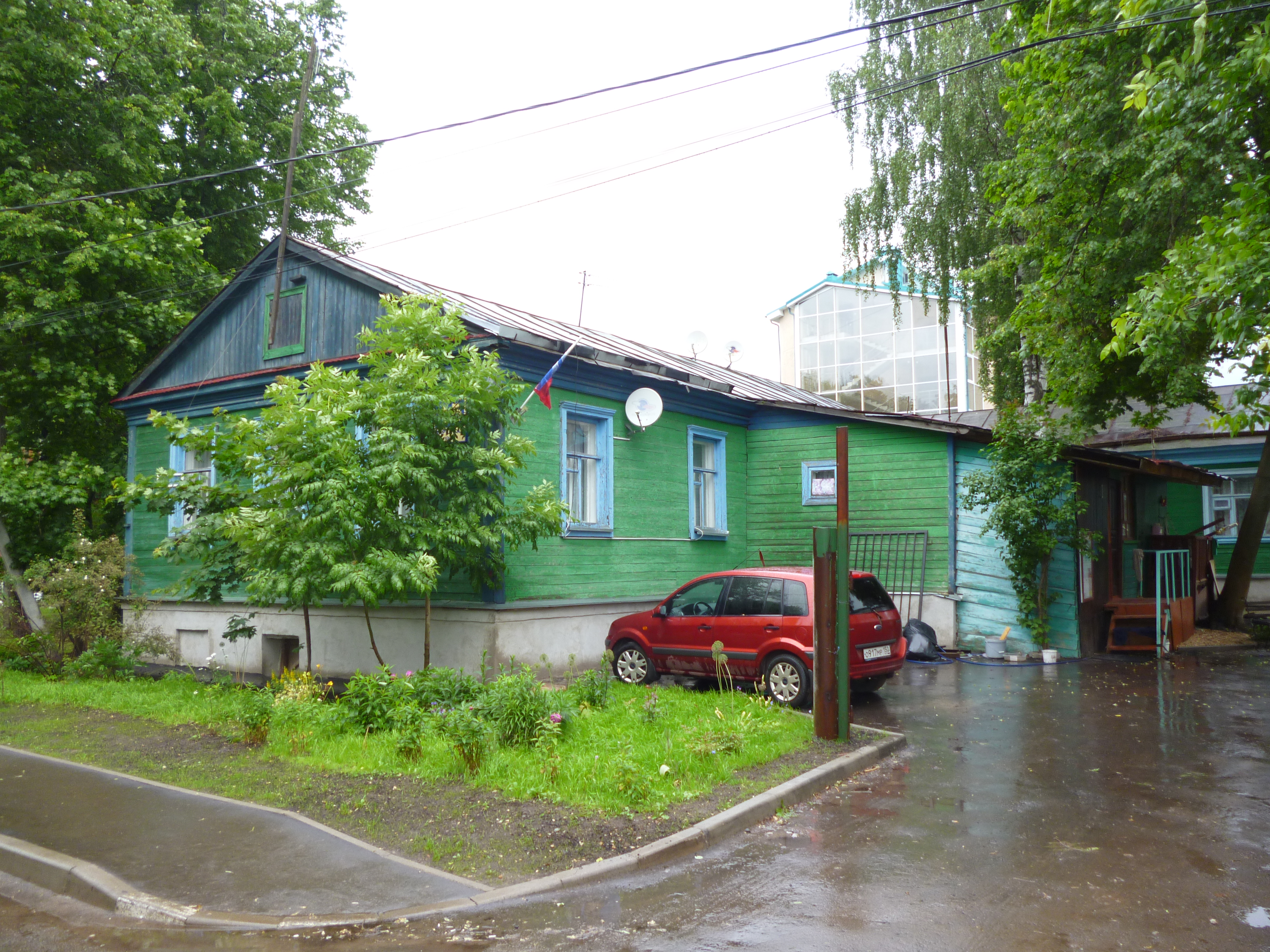
村里的房子